# Carex perdentata
Carex perdentata là một loài thực vật có hoa trong họ Cói. Loài này được S.D.Jones mô tả khoa học đầu tiên năm 1994.